# Ultradźwięki (album)
Ultradźwięki – remiks album rapera Tedego oraz producenta muzycznego Młody Grzech. Wydawnictwo ukazało się 31 października 2014 roku nakładem wytwórni muzycznej Wielkie Joł. Album był dostępny do pobrania za darmo na stronie wytwórni Wielkie Joł.

## Lista utworów
1. „Feat" – 3:57
2. „Jak Red” – 4:11
3. „Najaraj sie marią” – 3:05
4. „Słag, Kogz, dupy" – 4:04
5. „CMRT” – 4:19
6. „Dom rapu” – 3:39
7. „Lowrider” – 4:17
8. „Tłek” (gościnnie: Abel) – 3:38
9. „Kara' van" – 4:31
10. „Mirafiori” – 4:20